# Трофименков, Николай Иванович
Николай Иванович Трофименков — советский хозяйственный, государственный и политический деятель, Герой Социалистического Труда.

## Биография
Родился в 1894 году на хуторе Верхне-Дуванный. Член ВКП(б) с года.
Окончил среднее сельскохозяйственное училище и экономическое отделение коммерческого института. С 1921 года — на хозяйственной, общественной и политической работе. В 1921-19 гг. — агроном в различных сельскохозяйственных учреждениях на Дону и Кубани, старший агроном в семеноводческом совхозе «Труд» в Адыгейской автономной области, главный агроном ордена Ленина совхоза «Кубань», в эвакуации во время Великой Отечественной войны, агроном в Алтайском крае, старший агроном, с 1950 года — директор семеноводческого совхоза «Кубань» Министерства совхозов СССР Гулькевичского района Краснодарского края.
Указом Президиума Верховного Совета СССР от 6 апреля 1948 года присвоено звание Героя Социалистического Труда с вручением ордена Ленина и золотой медали «Серп и Молот».
Избирался депутатом Верховного Совета СССР 3-го и 4-го созывов.
Умер в 1978 году.